# Andrea Micheletti (Dartspieler)
Andrea Micheletti (* 9. April 1981 in Branzoll, Südtirol) ist ein italienischer Dartspieler.

## Karriere
Andrea Micheletti spielt seit 2018 bei Events der PDC mit. Der Südtiroler nahm 2018 an der Q-School teil und konnte am Finaltag dort die Runde der Letzten 32 erreichen. Bei der Qualifikation für die UK Open 2018 konnte er jedoch kein Spiel gewinnen. 2019 nahm er erneut an der Q-School teil und konnte am zweiten Tag erneut die Runde der Letzten 32 erreichen. Zusammen mit Stefano Tomassetti vertrat er Italien beim World Cup of Darts 2019. Das Duo zeigte eine gute Leistung, unterlag jedoch in der ersten Runde den Kanadiern mit 3:5. Auch ein Jahr später, als er mit Daniele Petri beim World Cup of Darts antrat, ging das Auftaktspiel, dieses Mal gegen Spanien, verloren.
Im Januar 2024 war Micheletti wieder für die Q-School gemeldet. Mit vier Siegen und zwei Punkten konnte er sich dabei allerdings nicht für die Final Stage qualifizieren. Michelette nahm daraufhin am zweiten Challenge Tour-Wochenende des Jahres teil, blieb aber ohne Preisgeld.
Die Q-School 2025 spielte Micheletti wieder. Er erspielte sich dabei durch einen guten dritten Tag die Teilnahme an der Final Stage, hier errang er am ersten Tag einen Punkt für die Rangliste, es sollte jedoch kein weiterer und somit auch keine Tour Card folgen.